# Arts University Bournemouth
Arts University Bournemouth (AUB) es una universidad radicada en Poole, Inglaterra que se especializa en arte, performance, diseño y medios. Anteriormente llevaba el nombre de The Arts University College at Bournemouth y The Arts Institute at Bournemouth, y desde entonces incluye a la Bournemouth Film School.
Se trata de la segunda universidad más grande de Bournemouth y Poole, solo superada por la Universidad de Bournemouth, ya que la AECC University College es más pequeña.
La universidad recibió el premio Gold en el Teaching Excellence Framework de 2017, una evaluación gubernamental de la calidad de la enseñanza de pregrado en universidades y otros proveedores de educación superior en Inglaterra. Con este premio se reconoció también los altos niveles de empleo profesional entre los graduados de la AUB.

## Historia
En 1880 había una demanda considerable en Bournemouth de instrucción en arte por lo que la matrícula de Bournemouth aumentó a 180 estudiantes. En 1884, la escuela se convirtió en una escuela de ciencias y arte. En 1885, la Escuela de Ciencias y Arte de Bournemouth se trasladó a 1 Regent's Terrace, en Old Christchurch Road, donde permaneció hasta 1890. Cuando la Escuela de Ciencias y Arte de Bournemouth se vio obligada a cerrar debido a una disminución en el número y la pérdida de subvenciones en 1890–91, la mayoría de sus estudiantes fueron transferidos a la Escuela de Ciencias y Arte de Bournemouth West.
En 1913, las dos Escuelas de Ciencias y Arte en Bournemouth East y Bournemouth West se incorporaron a la Facultad de Arte y Diseño de Bournemouth y Poole junto con las Escuelas Técnicas y Comerciales. Todas las asignaturas de arte quedaron bajo la jurisdicción de la Escuela de Arte dentro del Bournemouth Municipal College.
En 1979 la institución cambió su nombre a Bournemouth and Poole College of Art and Design. El primer edificio nuevo en el campus actual se inauguró en 1984 y se construyó a un costo de 2,3 millones GBP.
En 1998, el nombre se cambió nuevamente a The Arts Institute en Bournemouth (AIB) y ganó el Queen's Anniversary Prize en la categoría de «Educación en la industria cinematográfica». En 2001, la AIB se convirtió en una institución de educación superior.
En 2009, el Arts Institute Bournemouth cambió su nombre por el de Arts University College at Bournemouth.
En junio de 2012, el Gobierno anunció que el umbral de calificación requerido por una institución para obtener el estatus universitario completo se reduciría de 4000 a 1000 estudiantes de educación superior a tiempo completo. El Arts University College at Bournemouth cumplió este criterio para obtener un título universitario completo y se convirtió oficialmente en Arts University Bournemouth (AUB) tras la aprobación del Consejo Privado el 13 de diciembre de 2012.